# Stela Popescu
Stela Popescu (Orhei, 1935. december 21. – Bukarest, 2017. november 23.) román színésznő.

## Filmjei

### Mozifilmek
- Téves kapcsolás (Alo? Ati gresit numarul) (1959)
- Egy házasság története (Omul de lînga tine) (1962)
- Sarutul (1965)
- Mefisztó doktor találmánya (Faust XX) (1966)
- Vin ciclistii (1968)
- Pantoful Cenusaresei (1969)
- Asta-seara dansam in familie (1972)
- Ketten egy lányért (Despre o anumita fericire) (1973)
- Cantemir (1973)
- A fiatalság elixírje (Elixirul tineretii) (1975)
- Ultima noapte a singuratatii (1976)
- Tufa de Venetia (1977)
- Drumuri în cumpana (1978)
- Egymillió zöldhagymával (Nea Mãrin miliardar) (1979)
- Anna és a tolvaj (Ana si hotul) (1981)
- Grabeste-te încet (1981)
- Am o idee (1981)
- Caruta cu mere (1983)
- Pe malul stîng al Dunarii albastre (1983)
- Veszélyes repülés (Zbor periculos) (1984)
- Un petic de cer (1984)
- Galax, omul papusa (1984)
- Vara sentimentala (1985)
- Secretul lui Nemesis (1987)
- Figurantii (1987)
- In fiecare zi mi-e dor de tine (1988)
- Maria si Mirabella in Tranzistoria (1989)
- Konstantinápoly második eleste (A doua cadere a Constantinopolului) (1994)
- Sexy Harem Ada-Kaleh (2001)
- Mindenki a mennybe megy (Toata lumea din familia noastra) (2012)
- Mamaia (2013)

### Tv-filmek
- Recomandari (1971, tv-rövidfilm)
- Castelul din Carpati (1975)
- Sfîntul Mitica Blajinu (1982)
- De la miel pan'la Eiffel (2007)
- Varietati de Paste

### Tv-sorozatok
- Ministerul comediei (1999, egy epizódban)
- Regina (2008)
- Aniela (2009)
- O seara la Revista (2013, négy epizódban)